# هاري بيتس (لاعب كرة قاعدة)
هاري بيتس (بالإنجليزية: Harry Betts)‏ هو لاعب كرة قاعدة أمريكي، ولد في 19 يونيو 1881 في ألايانس في الولايات المتحدة، وتوفي في 22 مايو 1946 في سان أنطونيو في الولايات المتحدة.

## وصلات خارجية
- هاري بيتس على موقعبيزبول رفرنس.كوم (الدوري الرئيسي) (الإنجليزية)
- هاري بيتس على موقعبيزبول رفرنس.كوم (الدوري الثانوي) (الإنجليزية)